# Endeavour (båt)

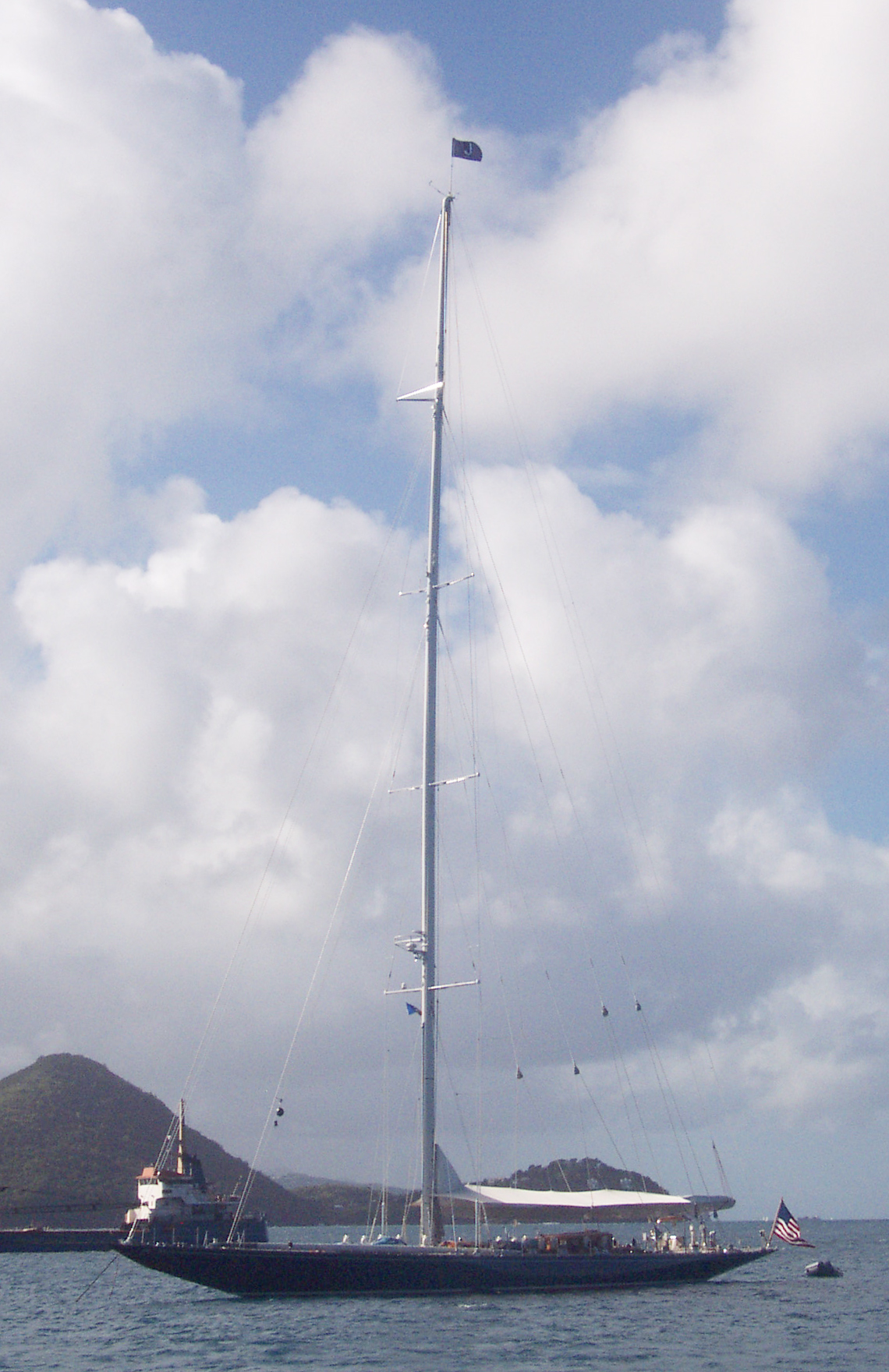
Endeavour

Endeavour är en J-båt som seglats i America's Cup. Hon konstruerades av  Charles Nicholson och byggdes 1934 på Camper and Nicholsons varv i Storbritannien.
Efter att ha tagits ur bruk innan andra världskriget kom Endeavour att förfalla tills hon köptes 1984 av Elizabeth Meyer som lät restaurera henne och 1989 seglade Endeavour igen, för första gången på 52 år. Hon har sedan dess seglats flitigt. Hon ägdes en tid av Dennis Kozlowski och såldes åter 2006. 2011 genomgick hon en ny omfattande restaurering.

## Mått
- Längd över allt: 129 fot 6 tum
- Längd i vattenlinjen: 83 fot 6 tum
- Bredd: 22 fot
- Djupgående: 14 fot 9 tum
- Deplacement: 143 ton